# Kim Kum-chol
Kim Kum-chol (ur. 4 sierpnia 1981) – północnokoreański zapaśnik w stylu klasycznym. Brązowy medalista mistrzostw świata w 2005. Zajął dziesiąte miejsce na igrzyskach azjatyckich w 2006. Zdobył cztery medale na mistrzostwach Azji. Srebro w 2006 i brąz w 2005, 2008 i 2009 roku.